# Anju Nitta
Anju Nitta (新田 杏樹 Nitta Anju?,  Prefectura de Miyagi, Japón, 16 de agosto de 1992) es un actor de voz japonés, afiliado a 81 Produce. Nitta se graduó de la Tokyo Seiyū Academy y debutó como tal en 2015, con un papel menor en la animación de NHK, Ano Hi, Bokura wa Senjō de. Uno de sus roles más destacados es el de Shinobu Sengoku en Ensemble Stars!.

## Filmografía

### Anime
2015
- Ano Hi, Bokura wa Senjō de
- Cardfight!! Vanguard como Luchador de US, staff A
- Tantei Team KZ Jiken Note como Estudiante 1

2016
- Uchū Patrol Luluco como Estudiante estrella
- Kyōkai no Rinne como Estudiante C
- Hundred como Estudiante

2017
- Kamisama Minarai: Himitsu no Cocotama como Niño
- Little Witch Academia como Michael
- Saenai Heroine no Sodatekata
- BanG Dream! como Empleado

2018
- Major 2nd como Kazebayashi
- Ongaku Shōjo como Fan

2019
- Ensemble Stars! como Shinobu Sengoku

### OVAs
- 12-Sai. (2015) como Hombre, niño, reportero

### Series web
- Chibi Ai Rin no Yuruyakana Nichijō (2018)

### Videojuegos
2015
- Ensemble Stars! como Shinobu Sengoku[3]
- Tamashii no Kōshō-ya to Boku no Monogatari: Soul Negotiator como Taku[4]
- Genjū Keiyaku Cryptolacto como Sigris

2016
- White Cat Project como Shō[5]

2018
- Eto Kare como Sakyō

### Teatro
2016
- I'm sorry[6]